# Надалеч полети
„Надалеч полети“ (на датски: Hodja fra Pjort) е датски компютърно-анимационен филм от 2018 година на режисьора Карстен Килерих (който също е сценарист на филма), базиран е на книгата на Оле Лунд Киргерард през 1970 г.
Премиерата на филма е на 8 февруари 2018 г. в Дания.
Омар е момче от Перт, което заема летящ килим, за да види света. В замяна той трябва да намери и върне „диаманта“ на Ел Фаза. Заедно с нови приятели Омар ще се впусне в приключение, което дори не е подозирал.
В България филмът е пуснат по кината на 9 август 2018 г. от Про Филмс.

## Синхронен дублаж
| Роля              | Изпълнител           |
| ----------------- | -------------------- |
| Омар              | Цвети Пеняшки        |
| Емералда          | Елена Грозданова     |
| Джамила           | Лина Шишкова         |
| Йосуф/Салем/Джема | Цветослава Симеонова |
| Арам              | Симеон Владов        |
| Грим              | Константин Лунгов    |
| Султана           | Живко Джуранов       |
| Ел Фаза           | Николай Петров       |
| Плъха             | Сотир Мелев          |
| Уанг              | Виктор Иванов        |
| Други гласове     | Марио Иванов         |

| Обработка           | студио „Про Филмс“ |
| ------------------- | ------------------ |
| Режисьор на дублажа | Анна Тодорова      |